# 한국기독교연합사업유지재단
한국기독교연합사업유지재단(NCCK)은 한국기독교교회협의회가 선교, 사회봉사, 종교교육, 문화, 구제사업을 영위하는데 필요한 재산을 소유, 관리하기 위하여 1972년 3월 7일 설립된 문화체육관광부 소관의 재단법인이다. 사무실은 서울 종로구 연지동 136-46에 있다.

## 주요 사업
- 선교, 사회봉사, 종교교육, 지역개발
- 문화사업, 구제사업, 장학사업에 필요한 자산을 공급하는 일과 국제 연대 사업 및 지원
- 재산관리, 법인의 목적달성에 필요한 사업